# Глинка (Челябинская область)
Гли́нка — деревня в Сосновском районе Челябинской области. Входит в Вознесенское сельское поселение.

## География
Расстояние до районного центра, села Долгодеревенского 54 км. До областного центра города Челябинска от 7 км (посёлок Новосинеглазово) до 25 км (центр города). С Челябинском и ближайшей железнодорожной станцией Дубровка-Челябинская Глинку связывает пригородный автобус № 119 Челябинск — ст. Дубровка-Челябинская.

## Население
| 2002 | 2010 |
| ---- | ---- |
| 25   | ↗28  |

По данным Всероссийской переписи, в 2010 году численность населения деревни составляла 28 человек (14 мужчин и 14 женщин).

## Улицы
Уличная сеть деревни состоит из 3 улиц.